# 325-та дивізія охорони (Третій Рейх)
325-та дивізія охорони (Третій Рейх) (нім. 325. Sicherungs-Division) — піхотна дивізія німецьких сухопутних військ, що виконувала завдання з охорони тилу військ вермахту за часів Другої світової війни.

## Історія з'єднання
325-та дивізія охорони створена 31 серпня 1942 року під командуванням генерал-майора Вальтера Бремера, якого в травні 1943 року змінив генерал-лейтенант Ганс фон Бойнебург-Ленгсфельд. Дивізія відповідала за охорону Парижа та захист його околиць.
Командир дивізії фон Бойнебург-Ленгсфельд, одночасно комендант Великого Парижа, підтримав військового губернатора Франції Карла-Генріха фон Штюльпнагеля в антигітлерівській змові. 20 липня 1944 року двоюрідний брат Штауффенберга, який дістав від нього телефонний дзвінок, повідомив Штюльпнагелю, що Гітлер мертвий і триває переворот. Тоді Штюльпнагель наказав заарештувати всіх 1200 есесівців у місті. 1-й охоронний полк дивізії виконав завдання і ув'язнив їх у в'язниці Френ і Форт-де-л'Ест. Вищий керівник СС і поліції у Франції Карл Оберг та інші старші офіцери СС і гестапо були затримані в готелі «Континенталь» до запланованої страти. Спроба державного перевороту почала руйнуватися тієї ночі після того, як стало відомо, що Гітлер насправді живий, і есесівців наказали звільнити.
У серпні 1944 року об'єднання передали 1-й армії для оборони Парижа. На той час об'єднання налічувало близько 27 000, переважно недосвідчених, солдатів. 325-та дивізія охорони здалася союзним силам у ході визволення Парижа у серпні 1944 року. Під час опанування Парижа союзниками значна частина особового складу втекла. Через те, що дивізія втратила свої спроможності, особовий склад, що вцілів, був розподілений в інші частини. 17 грудня 1944 року дивізію подали на розформування, й 8 січня 1945 року її офіційно розформували. Це була єдина дивізія охорони, яка служила на Західному фронті.

## Командування

### Командири
- генерал-майор Вальтер Бремер (31 серпня 1942 — 30 квітня 1943);
- генерал-лейтенант Ганс фон Бойнебург-Ленгсфельд (1 травня 1943 — липень 1944).

### Підпорядкованість
| Час   | Корпус | Армія | Група армій (округ) | Штаб  |
| ----- | ------ | ----- | ------------------- | ----- |
| 1943  |        |       |                     |       |
| лютий |        |       | Група армій «D»     | Париж |
| 1944  |        |       |                     |       |
| лютий |        |       | Група армій «D»     | Париж |

## Склад
| травень 1943                           |
| -------------------------------------- |
| 1-й полк охорони                       |
| 5-й полк охорони                       |
| 6-й полк охорони                       |
| 190-й полк охорони                     |
| 325-й артилерійський полк              |
| 325-та рота фузилерів                  |
| 325-та дивізійна протитанкова батарея  |
| 325-та саперна рота                    |
| 325-та дивізійна рота зв'язку          |
| 325-те дивізійне управління постачання |